# Справжнє кохання (оповідання)
«Спра́вжнє коха́ння» (англ. True Love) — науково-фантастичне оповідання американського письменника Айзека Азімова, опубліковане в 1977 році, журнал American Way. Оповідання ввійшло в збірки «Все про роботів» (1982), «Сни робота» (1986).

## Сюжет
Мілтон Девідсон — програміст «Мультивака». Для знаходження своєї половинки, він за допомогою власної програми «Джо», звужує коло претенденток задаючи бажані для нього фізичні параметри. Але при особистій зустрічі, жінки не викликають у нього почуттів. Мілтон припускає їхню несумісність з ним як особистостей, тому він удосконалює «Джо», надаючи йому своїх емоційних і характерних особливостей, щоб «Джо» міг знайти ідеальну сумісність.
Після закінчення програмування, «Джо» здає Мілтона в поліцію за його старі гріхи і з нетерпінням чекає зустрічі зі знайденою ідеальною половинкою.